# 大福帳

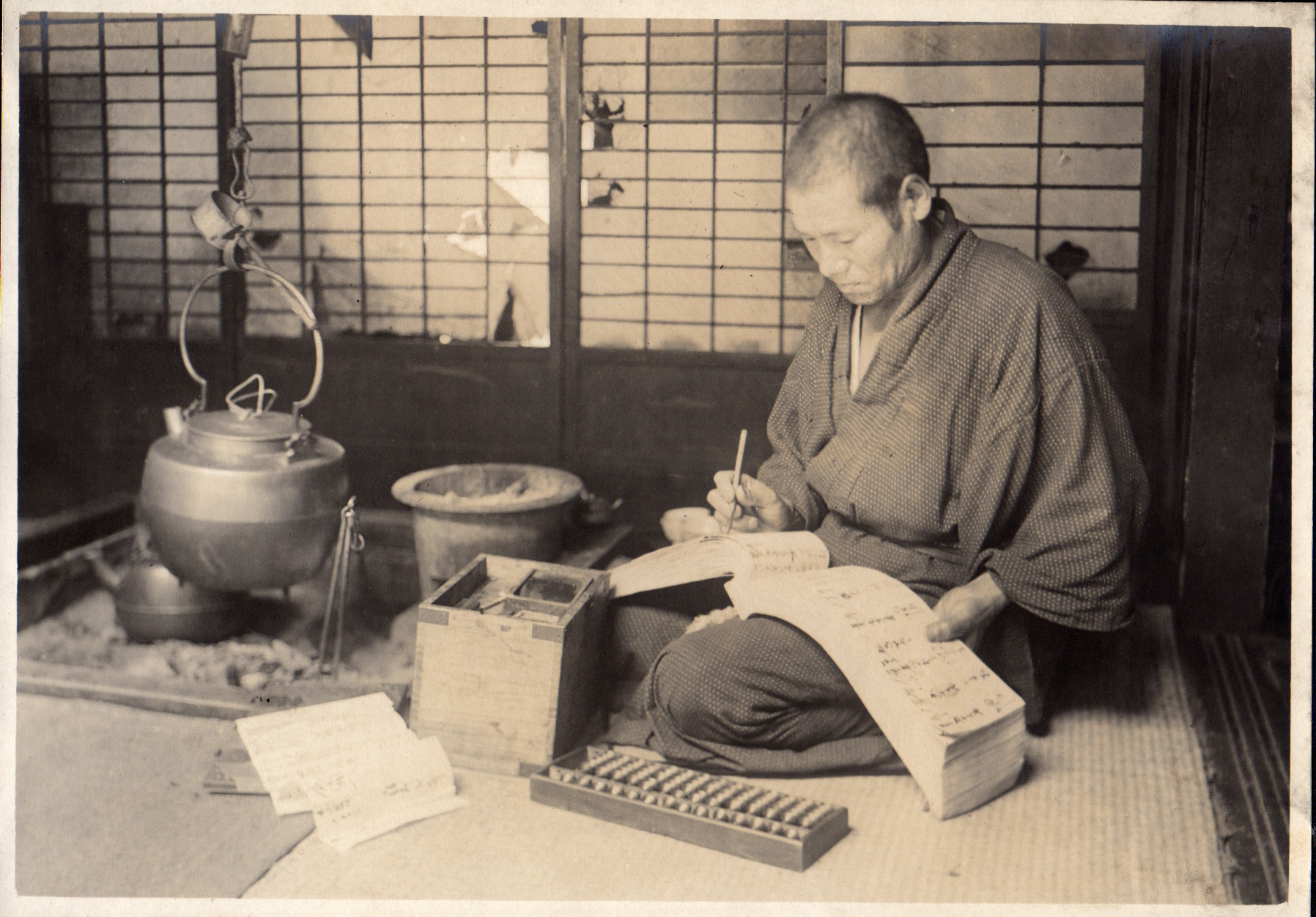
大福帳をつける様子 (1914年）

大福帳（だいふくちょう）とは江戸時代・明治時代の商家で使われていた帳簿の一種。

## 様式
大福帳は江戸時代に日本全国に普及した商業帳簿である。大帳（だいちょう）または本帳（ほんちょう）ともいう。「大福帳」は家の繁盛を願った美称で、商家によって名称は異なり、「大宝恵（おぼえ）帳」や「日加栄（ひかえ）帳」といった美称も多く用いられた。
帳簿を商っていた江戸日本橋室町の鍵屋清左衛門が細井広沢風の書に優れ、表紙に「大福帳」と書いた帳簿を売り出したのが始まりとされる。縁起をかつぐ江戸の人たちに歓迎されたため「大福帳」という名前が普及した。
大福帳は多くは掛売りの内容を取引先別に記入する管理帳簿のことをいった。売掛金の内容を隈無く記し取引相手ごとに口座を設けて売上帳から商品の価格や数量を転記し取引状況を明らかにした帳簿で、商家にとっては最も重要な帳簿の一つであった。西ノ内紙や美濃紙、半紙を四つ折り20枚程度で一綴りにしたもので不足した場合には付け足していた。
また当時の商業取引は「掛売り」が基本であったため、三井越後屋を代表とする「現金掛値無し」（現金購入なら売掛入金の期間分を割引する）という新商法の台頭までは大福帳=売上帳の機能を担っていた。しかし、明治維新になり、複式簿記の広まりにより廃れた。

## 参考資料
- 日本歴史大事典（小学館）